# 流星と春の嵐
『流星と春の嵐』（りゅうせいとはるのあらし）は、CANTAの5枚目のオリジナル・アルバム。

## 概要
前作『百歌颯鳴』より約1年2ヶ月振りにリリースされたオリジナル・アルバム。
収録曲の「Irritation」は、2002年のアルバム『EVERYTHING'S GONNA BE ALRIGHT』収録曲のセルフカバーである。
ゲスト・ミュージシャンとして、マーティ・フリードマン、野村義男、ANCHANGが参加している
。
初回限定盤と通常盤の2形態が用意され、初回限定盤はスリーブケース仕様で、DVD、カラー写真を満載した24Pブックレットを収録している。また、初回限定盤と通常盤でジャケットデザインが異なる。

## 収録曲

### CD（初回限定盤・通常盤共通）
（全作詞・作曲：ルーク篁）
1. 1400km/h
2. Monster
3. お願い♥ロック
4. ココア
5. World Without End
6. 100円SHOP (feat.ANCHANG、野村義男、マーティ・フリードマン)
7. Rolling Days
8. Irritation
9. Adieu!
10. 春の嵐

### DVD（初回限定盤のみ）
1. Fly! (Video Clip)
2. SHINE (Video Clip)
3. 1400km/h (Video Clip)
4. Good Morning,Wild Times! (Video Clip)
5. Happy Birthday To You! (Video Clip)